# Sottolmino
Sottolmino, già Sotto Tolmino (in sloveno Zatolmin) è un paese della Slovenia, frazione del comune di Tolmino.
La località è situata a 1,6 km a nord del capoluogo comunale e a 5,2 km in linea d'aria dal confine italiano, nell'alta valle dell'Isonzo e il suo territorio è in gran parte compreso all'interno del Parco nazionale del Tricorno (Triglavski Narodni Park).
All'insediamento (naselje) appartengono inoltre gli agglomerati di Javorca, Pologar, Ralne e Zastenar.

## Storia
Dopo la caduta dell'Impero romano, e la parentesi del Regno ostrogoto, i Longobardi si insediarono nel suo territorio, seguiti poi attorno al VI secolo da popolazioni slave. Fu così che tutto il suo territorio entrò a far parte del Ducato del Friuli. Alla caduta del Regno longobardo subentrarono quindi i Franchi; in seguito al Trattato di Verdun, nell'843, entrò a far parte del Regnum Italiae e poi, nel 951, della Marca di Verona e Aquileia; dopo un'iniziale sottomissione al Ducato di Baviera dal 952, nel 976 passò al Ducato di Carinzia appena costituito dall'imperatore Ottone II.
Nel 1077 passò al Principato ecclesiastico di Aquileia. Con la caduta del Patriarcato di Aquileia passò nel 1420 (formalmente nel 1445) alla Repubblica di Venezia.
Col Trattato di Noyon (1516) la Serenissima perse Sottolmino e il resto dell'alta valle del fiume Isonzo a favore della Contea di Gorizia e Gradisca che già dal 1500 era sotto dominio asburgico.
Col trattato di Schönbrunn (1809) entrò a far parte delle Province illiriche.
Col Congresso di Vienna nel 1815 rientrò in mano austriaca nel Regno d'Illiria come comune catastale autonomo; passò in seguito sotto il profilo amministrativo al Litorale austriaco nel 1849, divenendo in seguito frazione del comune di Tolmino.
Tra le due guerre mondiali fu inquadrata dapprima nella Provincia del Friuli per poi passare, nel 1927, alla ricostituita Provincia di Gorizia, sempre all'interno del comune di Tolmino.
Fu soggetta alla Zona d'operazioni del Litorale adriatico (OZAK) tra il Settembre 1943 e il Maggio 1945; passò poi alla Jugoslavia e quindi alla Slovenia.

## Attrattive turistiche
Da Sottolmino partono principalmente due sentieri turistici; il primo sale per circa 10 km in mezzo ai boschi verso la Javorca dove è ubicata la piccola chiesetta del Santo Spirito che ricorda i soldati astroungarici caduti nella prima guerra mondiale, proseguendo poi verso destra si arriva alle sorgenti del torrente Tolminca (Tolminka).

Il secondo, molto più breve, che costeggia il torrente Tolminca, conduce al "Ponte del diavolo" (Hudičev most) che con la sua altezza di circa 80 metri domina il percorso del torrente; proseguendo per altri 400 metri si arriva alla famosa Grotta di Dante (Zadlaška [Dantejeva] jama) e alle vicine cascate. Il sentiero prosegue lungo il fiume e dopo un paio di chilometri e una breve salita finale, si arriva al punto di partenza. La chiesa locale è dedicata a San Pietro e appartiene alla parrocchia di Tolmino.

## Chiesa del Santo Spirito
Questa seconda chiesa, costruita in località Javorca, costitutisce un memoriale della prima guerra mondiale ed è dedicata al Santo Spirito.. La chiesa fu edificata dai soldati austriaci nel 1916 su progetto dell'architetto austriaco Remigius Geyling (1878–1974). La facciata esterna ritrae gli stemmi stilizzati dei regni e delle province dell'Impero austro-ungarico. Il luminoso interno della chiesa è decorato in stile secessionista viennese. Le targhette in legno di quercia riportano i nomi dei soldati austro-ungarici caduti nelle battaglie dell'area. La chiesa è stata modificata varie volte, la più recente nel in 2005. È stata dichiarata monumento storico e culturale sloveno nel 1990.
 Nel 2017 ha ricevuto il Marchio del patrimonio europeo.

## Alture principali
Monte Vodel (1053 m); Grmuč (1198 m); Monte Visoč (1482 m); Veliki Stador (1899 m); Leskovski vrh (2013 m); Monte Lipnika (1688 m).

## Corsi d'acqua
torrente Tolminca (Tolminka).